# Пола (посёлок)
Пола́ — посёлок в Парфинском районе Новгородской области. Административный центр Полавского сельского поселения.

## География
Расположен на правом берегу реки с одноименным названием. Ширина реки здесь достигает 90 метров.
Через посёлок проходит линия Октябрьской железной дороги Псков — Дно — Старая Русса — Валдай — Бологое.

## История
Посёлок возник, как небольшая железнодорожная станция в конец XIX века. В 1893 году был построен мост через реку Полу (ширина более 80 метров)). 11 ноября 1897 года была открыта железнодорожная станция. В 1927—1932 и 1939—1963 годах был центром Пола́вского района сначала в составе Ленинградской, а потом — Новгородской области (после выделения последней из состава Ленинградской области в 1944 году).
Во время Великой Отечественной войны населённый пункт оказался в зоне активных боевых действий. 8 августа 1941 года был оккупирован немцами. Пола́ была превращена в сильно укрепленный плацдарм. В середине февраля 1942 года Полу освободили. Непосредственный участник этих событий, военный корреспондент поэт Михаил Матусовский, написал об этом такие строки:
«Мы вступили в горящий поселок Пола́…

В кацавейке мужской и растоптанных валенках

Невысокая женщина к нам подошла,

А за нею дома, как могилы унылые,

Искалеченный сад, разоренная клеть.

Долгожданные наши, желанные, милые,

Православные, дайте на вас поглядеть!»
Весной 2012 года в посёлке планировалось начать строительство свиноводческого комплекса на 62000 голов, однако проект так и не был реализован.

## Население
| 1959 | 2010  |
| ---- | ----- |
| 1134 | ↗2276 |

## Инфраструктура
В посёлке имеются школа, больница, клуб, магазины.

## Галерея

Посёлок Пола
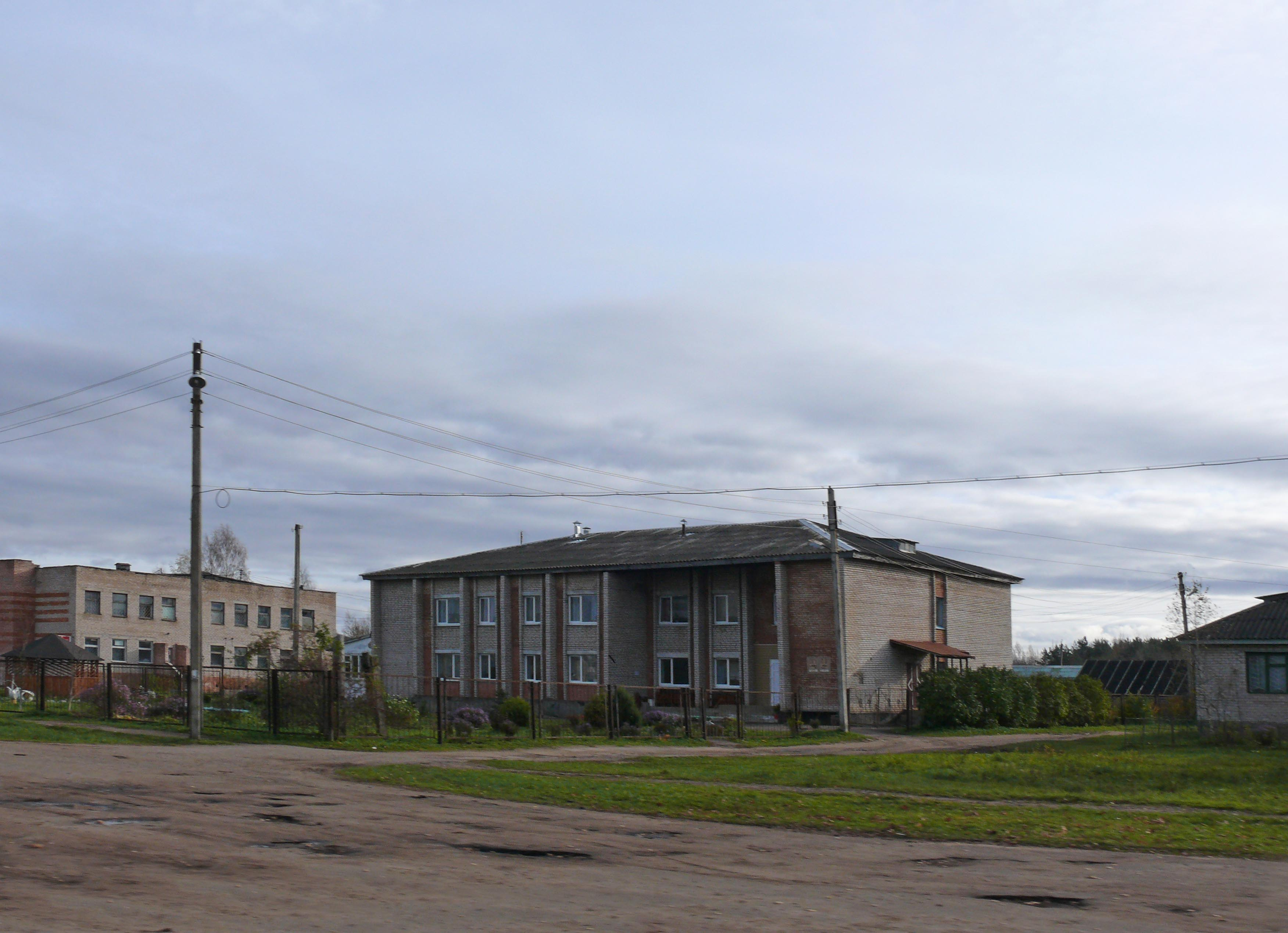
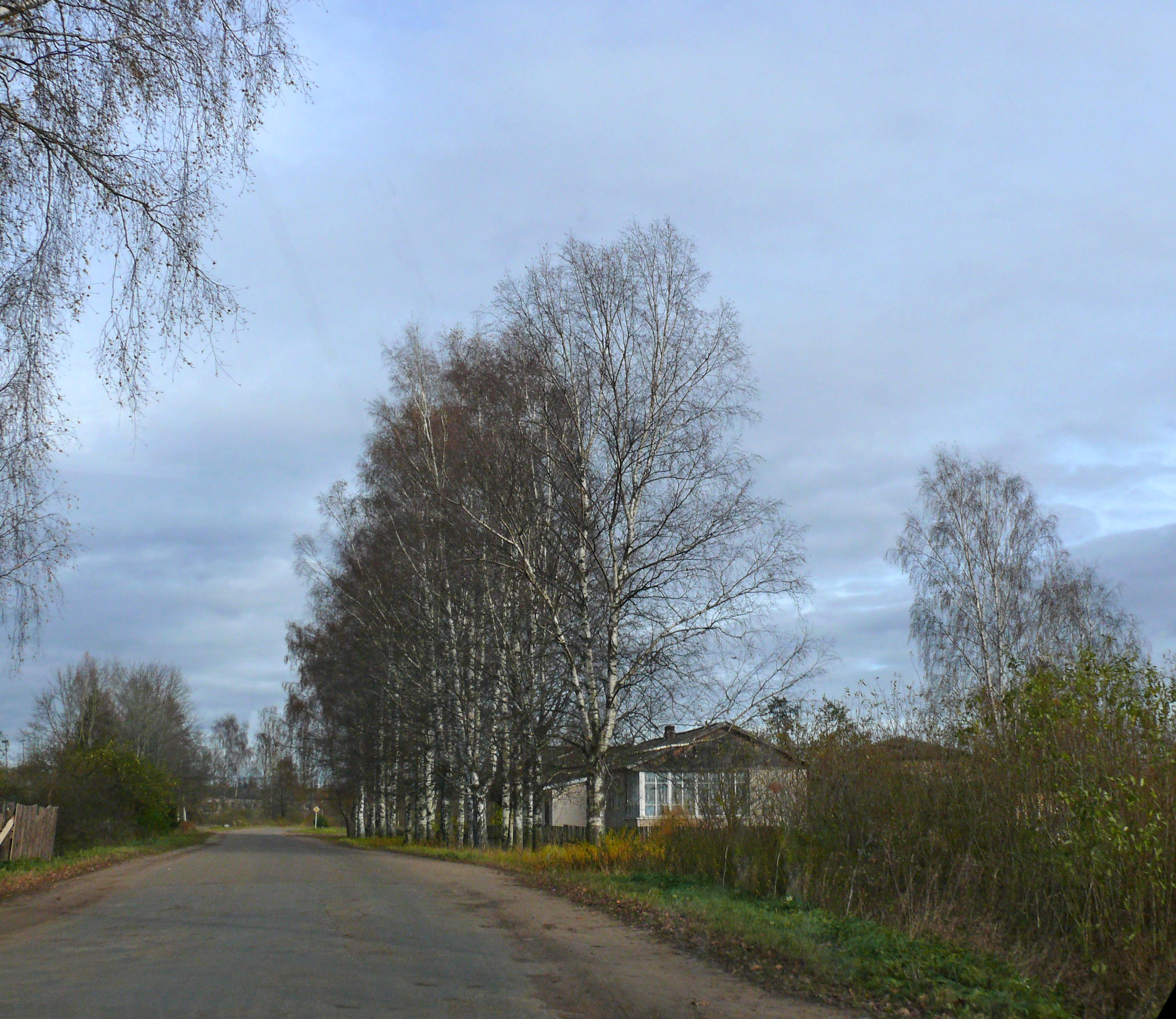
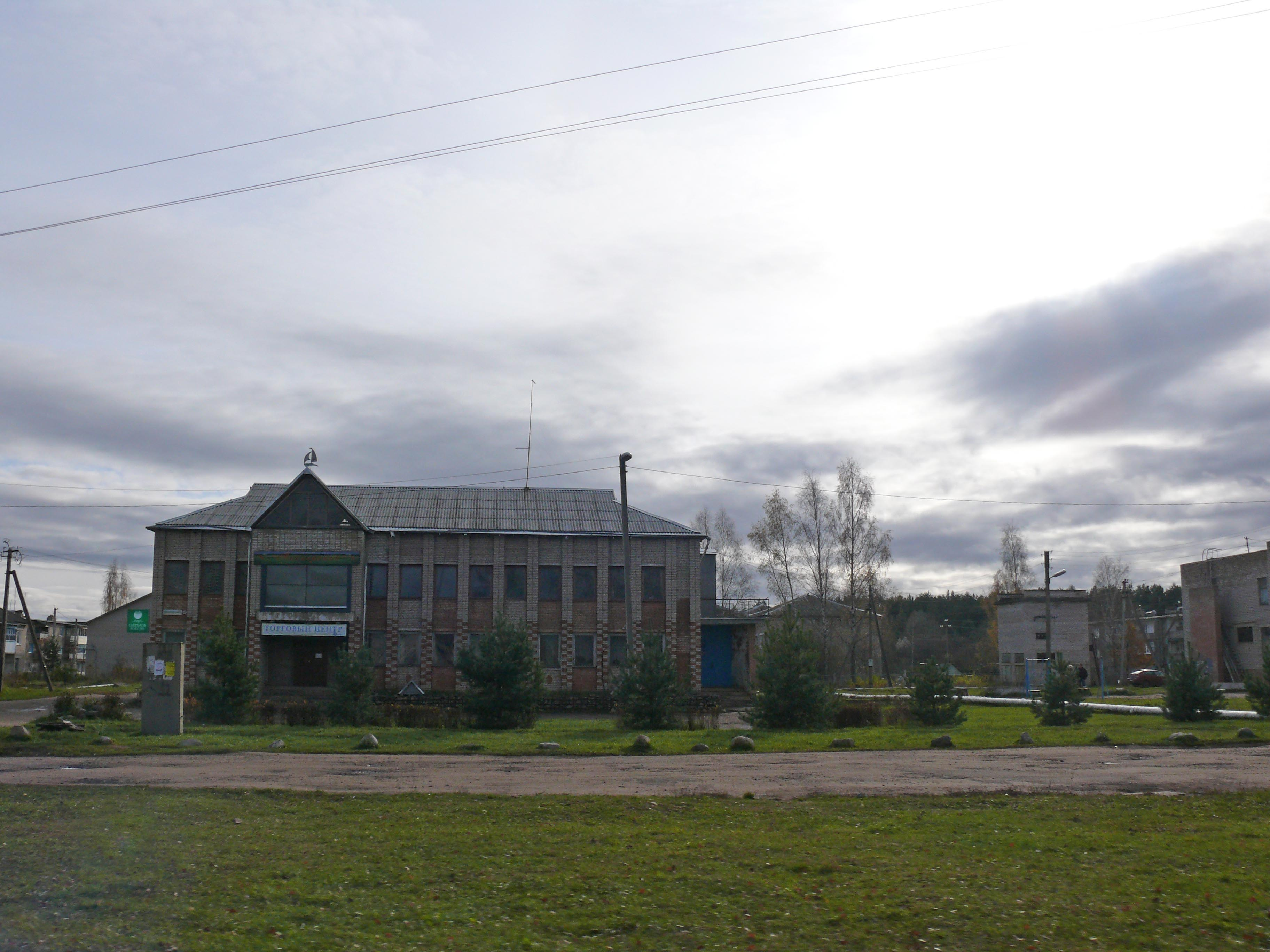